# Nobelova nagrada za ekonomiju
Nobelova nagrada za ekonomiju, punog naziva Nagrada Švedske banke za ekonomske znanosti u sjećanje na Alfreda Nobela (švedski: Sveriges Riksbanks pris i ekonomisk vetenskap till Alfred Nobels minne), jedna je od šest Nobelovih nagrada koja se dodjeljuje za iznimna postignuća i otkrića na području ekonomije. To je najviša i najprestižnija nagrada za dostignuća u ekonomskim znanostima i jedina koju Alfred Nobel nije utemeljio prilikom osnivanja svoje zaklade. Ustanovila ju je Švedska narodna banka 1968. godine na 300. obljetnicu svoga postojanja.
Novčana nagrada od 10 milijuna švedskih kruna (oko 1.145.000 američkih dolara) dodjeljuje se iz novčanog fonda Nobelove zaklade, kao i za ostale nagrade. Laureati svoju nagradu dobivaju s dobitnicima iz ostalih kategorija, na jednogodišnjoj svečanosti predstavljanja kandidata i otkrivanja dobitnika svakog 10. prosinca. Iako nije nastala na Nobelov poticaj, podjednako je važna i cijenjena kao i sve druge nagrade. Unatoč tome, jedan krug znanstvenika se ne slaže s njezinom znanstvenom podlogom.
Kandidate izabire Švedska kraljevska akademija znanosti, prema njihovim dostignućima na poručjima ekonomskih znanosti i znanstveno-istraživačko rada te razvoja novih teorija i sustava s ciljem unaprijeđenja ekonomskih sustava. Pravila za izbor kandidata propisana su u Statutu Švedske narodne banke. Prva dodjela nagrada održana je 1969. godine kada je Akademija izabrala Nizozemca Jana Tinbergena i Norvežanina Ragnara Antona Kittila Frischa. Najviše nagrada primili su ekonomisti i matematičari iz Sjedinjenih Američkih Država.
Popis dobitnika od 1969 do danas.

## 1960-e
| Godina | Ime                                       |
| ------ | ----------------------------------------- |
| 1969.  | Ragnar Anton Kittil Frisch, Jan Tinbergen |

## 1970-e
| Godina | Ime                                   |
| ------ | ------------------------------------- |
| 1970.  | Paul Samuelson                        |
| 1971.  | Simon Kuznets                         |
| 1972.  | John Hicks, Kenneth Arrow             |
| 1973.  | Wassily Leontief                      |
| 1974.  | Gunnar Myrdal, Friedrich von Hayek    |
| 1975.  | Leonid Kantorovich, Tjalling Koopmans |
| 1976.  | Milton Friedman                       |
| 1977.  | Bertil Ohlin, James Meade             |
| 1978.  | Herbert Simon                         |
| 1979.  | Theodore Schultz, Arthur Lewis        |

## 1980-e
| Godina | Ime               |
| ------ | ----------------- |
| 1980.  | Lawrence Klein    |
| 1981.  | James Tobin       |
| 1982.  | George Stigler    |
| 1983.  | Gerard Debreu     |
| 1984.  | Richard Stone     |
| 1985.  | Franco Modigliani |
| 1986.  | James Buchanan Jr |
| 1987.  | Robert Solow      |
| 1988.  | Maurice Allais    |
| 1989.  | Trygve Haavelmo   |

## 1990-e
| Godina | Ime                                              |
| ------ | ------------------------------------------------ |
| 1990.  | Harry Markowitz, Merton Miller, William Sharpe   |
| 1991.  | Ronald Coase                                     |
| 1992.  | Gary Becker                                      |
| 1993.  | Robert Fogel, Douglass North                     |
| 1994.  | Reinhard Selten, John Forbes Nash, John Harsanyi |
| 1995.  | Robert Lucas ml.                                 |
| 1996.  | James Mirrlees, William Vickrey                  |
| 1997.  | Robert Merton, Myron Scholes                     |
| 1998.  | Amartya Sen                                      |
| 1999.  | Robert Mundell                                   |

## 2000-e
| Godina | Ime                                                   |
| ------ | ----------------------------------------------------- |
| 2000.  | James Heckman, Daniel McFadden                        |
| 2001.  | George A. Akerlof, Michael Spence, Joseph E. Stiglitz |
| 2002.  | Daniel Kahneman, Vernon L. Smith                      |
| 2003.  | Robert F. Engle, Clive W. J. Granger                  |
| 2004.  | Finn E. Kydland, Edward C. Prescott                   |
| 2005.  | Robert J. Aumann, Thomas C. Schelling                 |
| 2006.  | Edmund S. Phelps                                      |
| 2007.  | Leonid Hurwicz, Eric Maskin, Roger Myerson            |
| 2008.  | Paul Robin Krugman                                    |
| 2009.  | Elinor Ostrom i Oliver Eaton Williamson               |

## 2010-e
| Godina | Ime                                                            |
| ------ | -------------------------------------------------------------- |
| 2010.  | Peter A. Diamond, Dale T. Mortensen, Christopher A. Pissarides |
| 2011.  | Thomas J. Sargent, Christopher A. Sims                         |
| 2012.  | Alvin Roth, Lloyd Shapley                                      |
| 2013.  | Eugene Fama, Lars Peter Hansen, Robert J. Shiller              |
| 2014.  | Jean Tirole                                                    |
| 2015.  | Angus Deaton                                                   |
| 2016.  | Oliver Hart, Bengt Holmström                                   |
| 2017.  | Richard Thaler                                                 |
| 2018.  | William Nordhaus, Paul Romel                                   |
| 2019.  | Abhijit Banerjee, Esther Duflo, Michael Kremer                 |

## 2020-e
| Godina | Ime                                              |
| ------ | ------------------------------------------------ |
| 2020.  | Paul Milgrom, Robert B. Wilson                   |
| 2021.  | David Card, Joshua Angrist, Guido Imbens         |
| 2022.  | Ben Bernanke, Douglas Diamond, Philip H. Dybvig  |
| 2023.  | Claudia Goldin                                   |
| 2024.  | Daren Acemoglu, Simon Johnson, James A. Robinson |